# 西裝

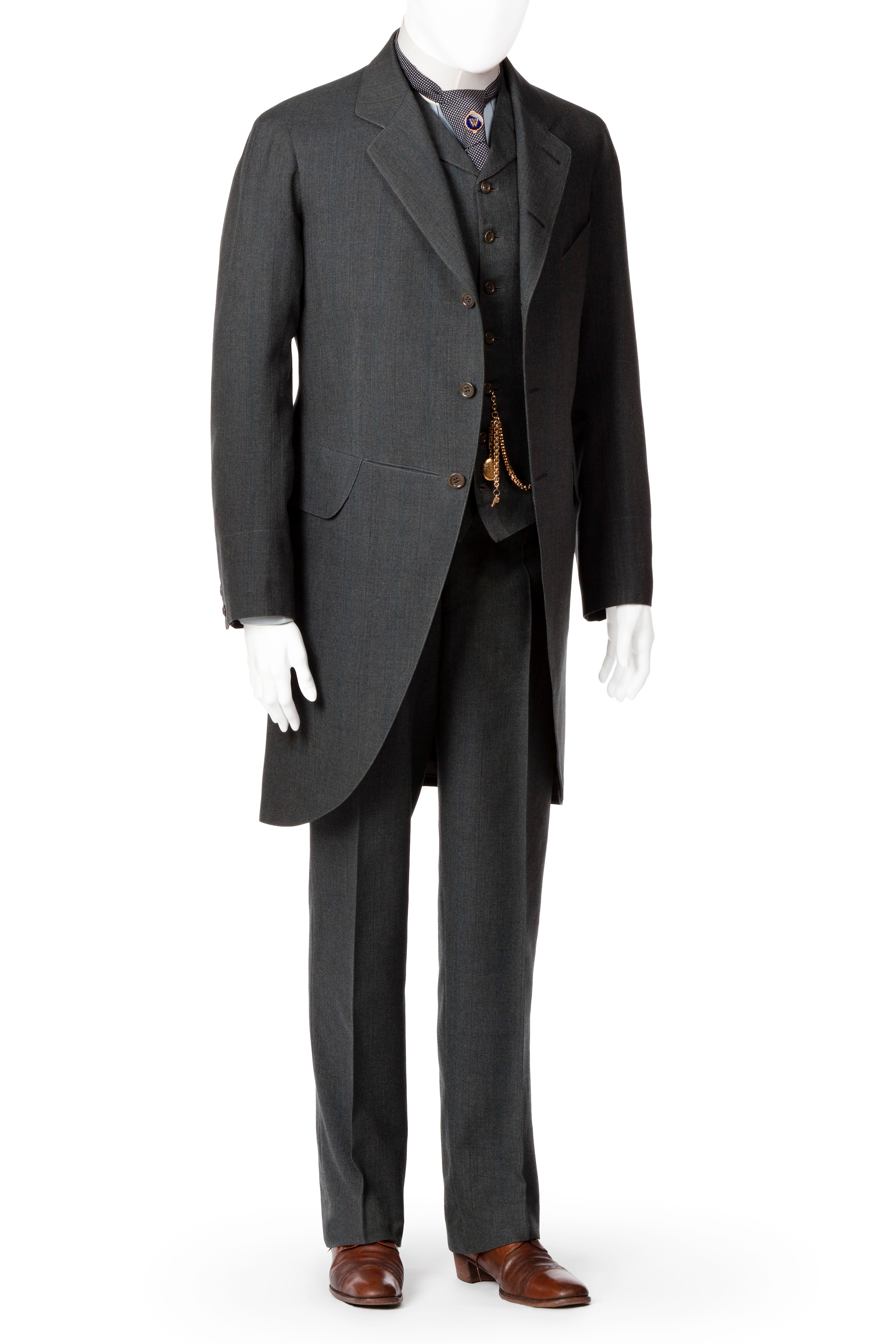
一套1900年代的晨禮服

西裝，又稱西服，泛指西式的正式套裝，現代多指男性西裝三件套。廣義上的西裝指洋服，包括整个西洋服飾體系。西裝雖然源自歐洲，但現已成為國際通行的正式服裝，是表示禮貌、尊重場合的一種方式。現今社會即使平民，在出席婚、喪禮、婚宴、壽宴、欣賞歌劇、電影或表演等莊重場合時，亦會穿上西裝以示尊重場合、表演者或主人家。
男性西服最為規範化。長袖外套、相配的長褲、長袖襯衫、領帶，是男性套裝的基本服飾。
- 兩件式西裝：外套配長褲稱為兩件式西裝；
- 三件式：外套配長褲加上马甲，但現在比較少見。

女性西服則比較多樣化，不過基本可歸納為外套、相配的裙子或褲子、女裝襯衫。
舊式西裝甚至有相搭配的帽子，男性可戴費多拉帽或圓頂硬禮帽，女性戴藥丸盒帽。不過時至今日，藥丸盒帽多數只作為護理師或商店服務員制服的一部分，男性也少戴帽子。

## 歷史
現代的西服形成於19世紀中葉，但從其構成特點和穿著習慣上看，至少可到追溯17世紀後半葉的路易十四時代。
- 1670-1770年，緊連身及膝的大衣「justacorps or justaucorps」。
- 馬甲「Waistcoat（美國通稱為 vest 口語是 weskit）」。
- 裙褲「Culottes」。

一起登上歷史舞台，構成現代三件套西服的組成形式和許多穿著習慣。究斯特科爾前門襟口子一般不扣，要扣一般只扣腰圍線上下的幾粒，這就是現代的單排扣西裝一般不扣扣子不為失禮，兩粒扣子只扣上面一粒的穿著習慣的由來。
中世紀時期贵族服飾禮儀基本是法國人和法國宮廷倡導，並為其他歐洲宮廷所普遍效仿的。
凡爾賽宮的宮廷禮儀為他國仿效，成為當今國際禮儀的重要根源。
1802年，拿破仑稱帝後，分封新貴族，复辟了一整套朝臣制度和宮廷禮儀。拿破侖制定了服飾法條例，各種禮儀對服飾要求嚴格，约瑟芬王后加冕时的长裙成为全国的样板。
拿破崙因里昂的市政府官員為當地的紡織業請命，而重視紡織，並曾大量使用紡織品來裝飾他的皇宮，命令宫廷装束必须使用法国纺织品，以振興紡織業，紡織業也得賴以生存。当时公布的《宫廷礼仪》与《拿破仑法典》对各个阶层的服饰礼仪都进行了规范。
拿破仑的兄弟们以及王子以白色燕尾服为官服。大选侯穿红色官服，帝国大書記官穿紫色官服，政府大書記官穿浅蓝官服。最高军队司令官官服为中蓝色，帝国元帅官服为深蓝色。将军官服为深绿色。勋章绶带则用金银装饰。
- 燕尾服
- 燕尾服
- 燕尾服

对于没有官职的宫廷侍从以及平民，拿破仑命令他们以凡尔赛宫常礼服Habit à la française为制服，从18世纪末逐渐演变为现代男性西装三件套。
- Habit à la française
- Habit à la française
- Habit à la française
- Habit à la française
- Habit à la française
- 1793年时装遇见1778年时装

不論男性女性，歷代西裝款式發展趨向簡便，穿着套裝的場合也越來越少。現時一般只有在正式或商務場合的時候才會穿套裝，西裝不再是日常服飾。
1990年代起，北美洲不少商業機構都開始接受便服上班。開始只有星期五才允許穿便服上班，但現在也有不少公司允許員工整個工作週都可以不穿整套西裝。這有時反而引起了混亂，因為員工不知道什麼才算適當上班服。

## 男性西裝
現代西裝出現之前，近代西方平民男性在不同時間或場合的套裝
- 出席商務場合穿的套裝，有一件又長又厚的黑色外套，稱為長外衣。
- 另一方面，晚間套裝也發展出一種非正式裝束。原本的燕尾服演變出小晚禮服。

二战以后
- 大禮服（英語：SwallowTail or White Tie）為西方男士晚間最正式的穿著。
- 早禮服（英語：Morning Coat）為西方男士日間常用之禮服。
- 小禮服（英語：Smoking or Tuxedo or Black Tie）為晚間集會最常用之禮服。

時至今日
- 小晚禮服甚至取代燕尾服，成為出席晚間場合的標準裝束。
- 歷史較長的燕尾服只留給最莊重的場合穿着，如宴會、音樂演奏會、受勳儀式等。
- 日間的正式裝束則是早禮服。[4]

雖說現代場合一般已經不太拘泥於繁文縟節，但視出席場合所要求的禮節，請柬上應該會註明穿衣要求（如白領結、黑领结）。
- 近代欧洲贵族大礼服redingote
- 贵族礼服redingote
- 双排扣长礼服redingote

### 晚礼服
大礼服（英語：SwallowTail or White Tie），也称晚礼服或燕尾服。上装为黑色，前摆齐腰剪平，后摆较长，成燕尾状。燕尾服配白色马甲，浆硬白衬衫、白领结，镶有两道丝带的黑裤子，黑丝帽，黑皮带，佩戴各种勋章和奖章。
这种礼服只适合于非常正式的场合，如美国总统访问英国，英女王举行正式欢迎宴会时，宾主才穿。
大礼服有时也用于白天室内的典礼活动，如向英国女王递交国书，外交使节需要穿着这种大礼服。
- 近代欧洲贵族中礼服
- 燕尾服
- 燕尾服
- 燕尾服
- 燕尾服
- 燕尾服
- 晚禮服

### 早礼服
早礼服（英語：Morning Coat），是白天出席户外举行的典礼仪式或隆重迎送贵宾时穿着的服装，上装为黑色燕尾服，黒马甲，黑色丝织高顶帽。
- 燕尾，是指长长上装被剪成燕尾状。

常礼服，均需配白衬衫，灰或黑色带条纹西裤，浆硬的翻领，灰领带，黑皮鞋。
如用于出席一般典礼，如婚礼，常礼服则配灰马甲、戴灰高顶帽；一般不佩戴勋章或绶带，但在军事或休战纪念日，可于左胸前佩戴勋章。
- 早禮服
- 早禮服
- 早礼服

### 便礼服
小礼服（英語：Smoking or Tuxedo or Black Tie），也是便礼服或晚餐礼服。用于晚间非正式的活动，如宴会、晚会、音乐会、观看歌舞剧等场合。
上装与普通西装基本相同，但左右两襟为黑缎，黒马甲，白衬衫，软领，不浆。不论白色或黑色上衣，其裤子都是黑色的，左右裤管都饰以黑色缎带，系黑领结，穿黑皮鞋。
- 夏季，上装多采用白色，即白色小晚礼服。

- 男士便礼服、女子中礼服robe décolletée
- 男士便礼服、女性小礼服

### 常服
直至19世紀末，美國人開始改穿比較輕便、只長及胯部的外套，稱作普通西服（英語：sack suit）。
這成為了非正式、非勞動場合的日間標準裝束，即使是最樸實的男性也會有一套這樣的西裝，讓禮拜日去教堂禮拜時穿着。
第二次世界大戰之前，這種簡便套裝一般會連马甲穿着。
- 学术圈礼服
- 便服
- 便服

## 女性西裝
女性穿的現代西服套裝多數限於商務場合。女性出席宴會等正式場合多會穿正式禮服，如宴會禮服等。
西方女士礼服，同男士的礼服一样，分为三种
- 晨礼服-常礼服。是质料、颜色相同的上衣与裙子。以长袖为多，肌肤暴露较少。可戴帽子和手套，也可携带小巧的手包。
- 小礼服。长至脚背，不拖地的露肩式，单色连衣裙。
- 大礼服。袒胸露背式、拖地或不拖地的单色连衣裙。上述女士三种礼服，用于与男性相应的三种礼服相同的场合。

### 常礼服
女性套裝比男性套裝物質更輕柔，裁剪也較貼身，以突顯女性身型通常充滿曲線感的姿態。
20世紀初，由外套和裙子組成的套裝成為西方女性日間的一般服飾，適合上班和日常穿着。
1950年代铅笔裙是女性套装的常见部分，而1960年代開始出現配褲子的女性套裝，但被接受為上班服飾的過程較慢。隨着時代發展、社會開放，套裝的裙子也有向短發展的趨勢。
1990年代，迷你裙再度成為流行服飾，西裝短裙的長度也因而受到影響，因應當地習俗及情況而異。
- robe montante
- 昼礼服

## 穿着禮儀

### 翻領
不同的領型都有哪些講究以及符合哪些場合的特定需求
- 劍領、尖領中的槍駁領（Peaked Lapel）：最傳統且正式的領款，手工及技巧是三款中要求最高的，幾乎大部份雙排扣的夾克都採用這種領款。
- 標準領、方角領、鈍領中的平駁領（Notch Lapel）
- 絲瓜領（圓領）或稱青果領（Shawl Lapel）

### 鈕扣
- 穿西裝的五位歷代美國總統

雙排扣（孖襟）的夾克應該一直扣好鈕扣。
- 兩對鈕扣的夾克，則只應該扣最上的一對，最下的一對扣或不扣亦可。
- 三對鈕釦的夾克，可以自由選擇扣幾對，但應該從最上方扣起。

單排扣的夾克則只需站着時才扣鈕，坐着時則不扣，以避免夾克變形。
- 單顆釦的夾克，扣或不扣亦可，扣起來較為莊重。
- 兩顆釦的夾克，僅扣上第一釦，最下面的那個釦子是永遠都不扣上的。
- 三顆釦的夾克，可只扣上第二釦，也可扣上第一第二釦，最下面的那個釦子是永遠都不扣上的。

配有马甲的三件套西裝，马甲的鈕扣應該全部扣好，但夾克的鈕扣和马甲的最后一個鈕扣則不扣上。

### 顏色
一般西裝顏色為海藍、淺灰色、黑色、深灰色（炭色），通常無圖案或細條紋。黑色西服套装本只為小晚禮服，但現在已成为各个场合都适用的全天候通用礼服。會計師的指定西裝顏色是深藍色。

### 領帶
領帶一般是個人品味問題，但保守一點的話可以概括出幾項要點。領帶應該比下面的襯衫深色，也絕對不應該同色。領帶最好可以襯托襯衫或套裝的色彩。總的來說，出席保守場合不應該打顏色鮮豔或圖案誇張的領帶，不過何謂鮮豔、誇張則見仁見智。
領帶打好應該剛好長及或蓋着皮帶扣。打好的領帶後面幼的一端，不應該比前面寬的一端長。
传统认为单件西装可以不打领带，成套西装一般应该打领带，而穿着双排纽扣及三件套（有背心）的西装更必须打领带。

### 襯衫
- 領角的大小

90度
低於90度
- 領尖（Collar Point）
- 領尖長度（Collar Point Length）
- 領圈（Collar Band）
- 領子高度（Collar Height）
- 領帶空間（Tie Space）
- 領尖與領尖中間的距離（Spread）
- 領口位置

正常領口
高領口
低領口
男裝一般穿長袖布質縫製襯衫，所有鈕扣從領子至襯衫下端全部扣好，但是没有打领带則不扣最上面的纽扣。襯衫熨燙整齊，紮進褲子裏。
一般傳統襯衫為淺藍或白色，當中以白色最為保守。配有法式袖口的襯衫最為正式，這種襯衫的袖口會另外使用袖扣或絲帶扣繫好，而不是一般附有紐扣的襯衫。
穿着連同外套的全套西裝，絕對不應該配以短袖襯衫、網球衣、T恤。
女裝襯衫與男裝襯衫不同，長度較短，無需也不能束進褲子裏，也無需扣上領子上的鈕釦。現代女性有時會以高質純白色T恤代替襯衫。

### 襪子
襪子應該和皮鞋的顏色一樣，這樣會讓腿部顯得更修長，也讓不夠長的褲管沒那麼明顯。一般顏色為黑色、灰色、海軍藍。如果沒有相同顏色的襪子，襪子應該比褲子的更深色，以達類似效果。穿有圖案的襪子，底色應該和套裝顏色相配。如果不能和褲子顏色相配，可以考慮和鞋子顏色相配。絕對禁忌穿白色的，因為這是出席告別式穿法。
下身穿裙者，一般會配上連褲襪或最少過膝襪（以樸素單一色彩為主，例如本人皮膚顏色、棕色、灰色或黑色，偶爾會有穿花紋連褲襪或過膝襪），務求雙腿線條劃一清爽，減少暴露肌膚。但也有不穿襪的。

### 其他配飾

西裝胸袋放置手帕

是否繫皮帶屬個人選擇，但應該和皮鞋相配，一般為黑色、棕色等。淺棕色的皮帶較適合非正式商務服裝。
皮帶扣應該為金色或銀色。不系皮带时可以选择系背带。套裝其他金屬配飾，如袖釦、領帶夾、手錶等，應該和皮帶扣相襯。鞋子以皮鞋為佳。
一般來說，手錶越薄越顯正式，正装錶較為正式，而且必须是自动机械表或者是手动机械表。最莊重的場合不應該戴手錶，而應該帶懷錶，但今日並不常見。
胸袋放置手帕已經不是今日常見的裝束。如有則應該配襯襯衫顏色，並以丝質為佳，以顯示穿衣者的階級，但一般棉質或麻質手帕亦可。摺放方式則由穿衣者隨意決定。

#### 花眼
西裝左邊的翻領上都有一個扣眼，而右側的領子上卻不釘相匹配的紐扣，許多人對此不理解。其實，它是用來扣住右側領子的第一顆暗紐扣的，作防風沙和冬天保暖用。
它的原型是「插花紐/美人肯/胸花/俏皮眼（Boutonnière）」。
早在19世紀的歐洲，貴族子弟為顯示自己的洒脫風流，逗惹情人的愉悅，往往在自己的胸前藏朵小花，於是左領上的扣眼就成了鮮花插座，背地裡稱「俏皮眼」，公開場合冠以「美人肯」、「花眼」的雅號。
時至21世紀，許多年輕人，仍在此扣眼上插小花、徽章之類點綴。它是起到裝飾的作用。

#### 墊肩
墊肩是西裝造型的重要輔料，人們說它「暗中作美事」，因為它襯墊的內部不顯露出來。
據說最初使用墊肩的人是英國國王喬治一世。他相貌堂堂，但卻有點「柳肩」，穿西裝有點「發水」，缺乏男子漢風度。
苦惱中他令人做了一副假肩縫於內衣上，使「柳肩」得以矯正。當西裝熱席捲英倫時，服裝師將喬治一世的辦法移來，使墊肩與西裝為伍，成為一種美談。

## 文化含意

### 負面意涵
19世紀以來，歐洲及美國的政治和社會地位在世界各地都屬強勢，因此西裝成為了通行世界各國的商務和正式服裝，亦可視為認同西方文化的價值體系。所以「拒絕穿西裝」便可能成為反對西方文化的象徵。
一些非洲或中東等地伊斯蘭國家領導人會穿着自國的民族服裝或傳統服裝代替西裝，例如前利比亞領導人格達費，以及伊朗精神领袖哈梅内伊，而伊朗第6任总统內賈德虽然穿西装，但衬衫敞口不打领带，也是由于同类原因，并非粗心大意。
印度許多政治人物亦習慣穿着傳統服飾，包括甘地、尼赫魯等人皆是。而像古巴前領導人菲德尔·卡斯特罗以及白俄羅斯總統亞歷山大·盧卡申科有時會穿軍裝來代替西裝，蘇聯領導人史太林一生更只會穿軍裝，從不會穿着西裝。有一部分早期的中國領導人例如孫中山、蔣介石、李宗仁、毛澤東、周恩來、鄧小平等則大多穿着中山裝或軍裝代替，另外北韓的金日成、金正日及金正恩等幾乎亦不穿上西裝，認為這是帶有資本主義的色彩，故一律中山裝代替，然而江澤民、胡錦濤、習近平等中國領導人虽然在絕大部份場合穿着西裝，但在某些場合（特别是参加与军事有关的活动时）亦以中山裝代替。

### 正面意涵
日本明治維新後，政府大力推動現代化明定西裝為正式服裝，當時的天皇、總理大臣、國務大臣、官吏，以至於一般民眾出席正式場合時，多半穿著西裝，且視為進步的象徵，而女性則多半穿著和服。
1895年臺灣進入日本統治時代，亦開始穿著西裝，配上帽子視為進步的象徵，許多正式場合、結婚喜宴、上街或外出多以西服為主。
時至今日，臺灣政壇上之政治人物，由總統，至內閣官員、朝野立委等，正式場合多半都穿西裝。
- 燕尾服
- robe decollete
- robe montante
- 早礼服

中国第一套西装诞生于1903年，知名民主革命家徐锡麟制作的，徐锡麟于1903年在大阪与同在日本学习西装工艺的宁波裁缝王睿谟相识。次年，徐锡麟回国，在上海王睿谟开设的王荣泰西服店定制西服，王睿谟手工缝制出中国第一套国产西装。不過一直到20世紀後期西裝在中國才趨於普遍。
西裝的傳入，初時多由出國商人或出國留學生穿着。上海的中式裁縫也開始學習製作西裝。
1920年代的新文化運動中，西裝衝擊了傳統的長袍馬褂，此後西裝廣泛流傳，中國的西裝業也蓬勃發展。
中華民國大陸時期，國民政府曾明定長袍馬褂為國民禮服，當時的政治人物包括軍事委員會委員長蔣介石、國民政府主席林森等人，也多穿著長袍馬褂、中山裝或者軍裝，而中華人民共和國成立後，毛澤東、周恩來與鄧小平等重要黨和國家領導人均穿著中山裝，直到改革開放之後，中國政治界人物，才普遍穿著西裝。
香港立法會《議事規則》第42條 （页面存档备份，存于） 訂明：「議員進出立法會會場，在衣飾及舉止上須保持莊重」，因此，大多數議員會穿着西裝或套裝裙出席會議。梁國雄在2004年成為第三屆立法會議員後，堅持繼續穿平時的圓領圖案T恤，被立法會主席范徐麗泰認為違反上述議事規則。最後，議事規則委員會認為無需就「衣着莊重」下定義，即同意穿圓領T恤不算不莊重。梁國雄至今仍然沒有穿着全套西裝出席會議，只會個別時候在T恤上穿西裝外套。

## 工作服 - 西裝

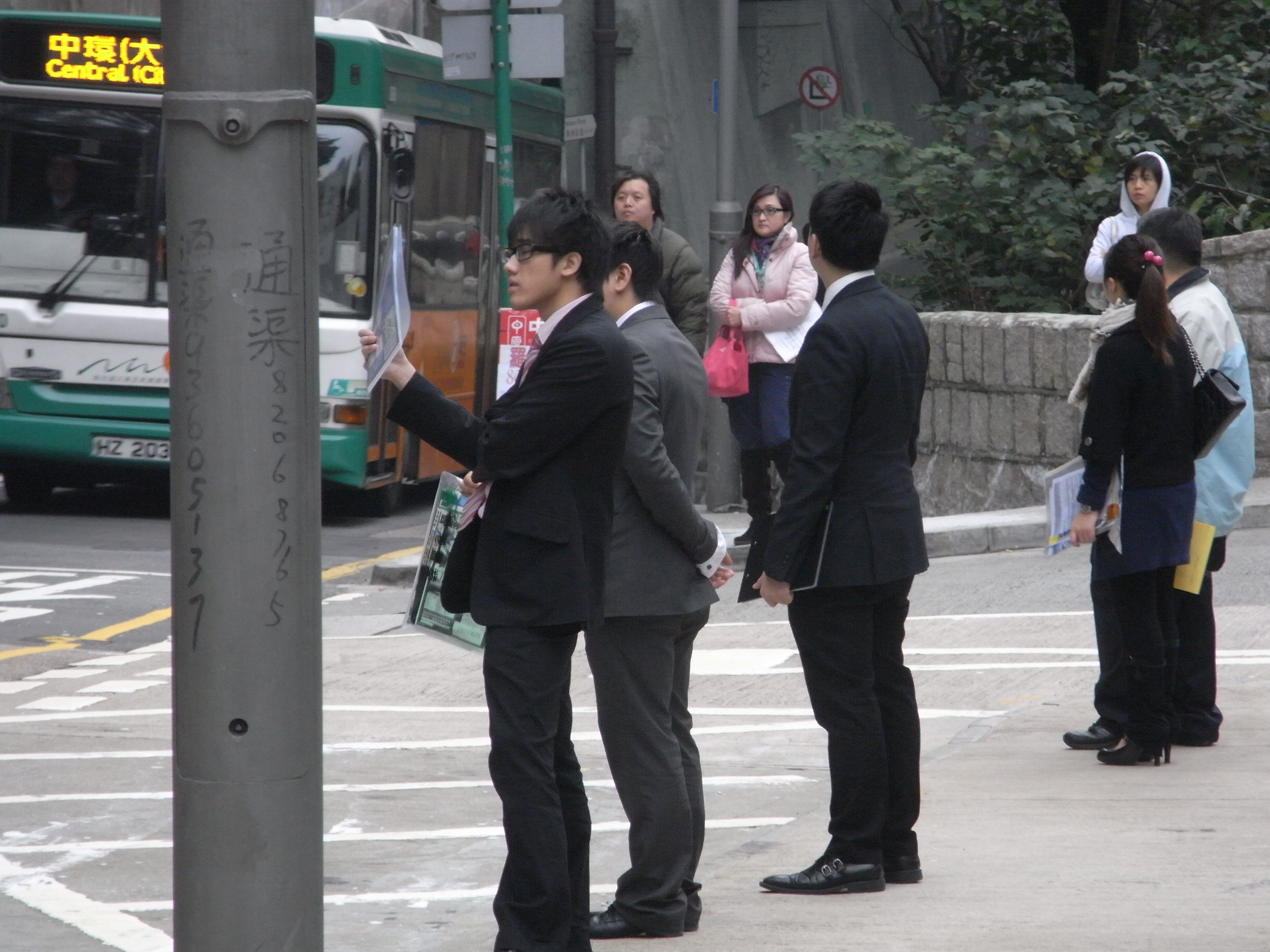
工作服西裝

在不少行業，指定的工作服都是西裝，包括專業人士，例如警察、律師、會計師等，甚至是酒樓部長和地產代理經紀等等。籃球、足球等運動的教練有時也被規定在職業比賽及國際比賽督軍時需穿著西裝。

## 外部連結
- Emily Post's Etiquette: The Clothes of a Gentleman, 1922 （页面存档备份，存于）
- . Fashion, Jewellery & Accessories. Victoria and Albert Museum.   [2008-08-06]. （原始内容存档于2021-04-20）.